# Alvar, Shirak
Alvar là một đô thị thuộc tỉnh Shirak, Armenia. Dân số ước tính năm 2011 là 180 người.